# 駐日タンザニア大使館
駐日タンザニア大使館（スワヒリ語: Ubalozi wa Tanzania nchini Japani、英語: Embassy of Tanzania in Japan）は、タンザニアが日本の東京都に設置している大使館である。在東京タンザニア大使館（スワヒリ語: Ubalozi wa Tanzania nchini Tokyo、英語: Embassy of Tanzania in Tokyo）とも。
1961年12月、タンガニーカが独立すると同時に日本は同国を主権国家として承認。1964年にタンガニーカがザンジバルと合邦してタンザニアが成立した後、1970年2月に駐日大使館が開設された。2021年現在、駐日大使館の中で最西端に位置している。

## 査証発給
2019年12月1日以降、査証（ビザ）の発給はオンライン申請のみ受け付けているので要注意。2019年11月26日付の申請および同月29日付の発給を最後に、大使館実館における査証発給は受け付けていない。

## 所在地
| 日本語   | 〒158-0098 東京都世田谷区上用賀4-21-9         |
| 英語     | 4-21-9, Kamiyoga, Setagaya-ku, Tokyo 158-0098 |
| アクセス | 東急田園都市線用賀駅                          |

## 大使
2021年12月27日より、バラカ・ハラン・ルヴァンダが特命全権大使を務めている。

## ギャラリー

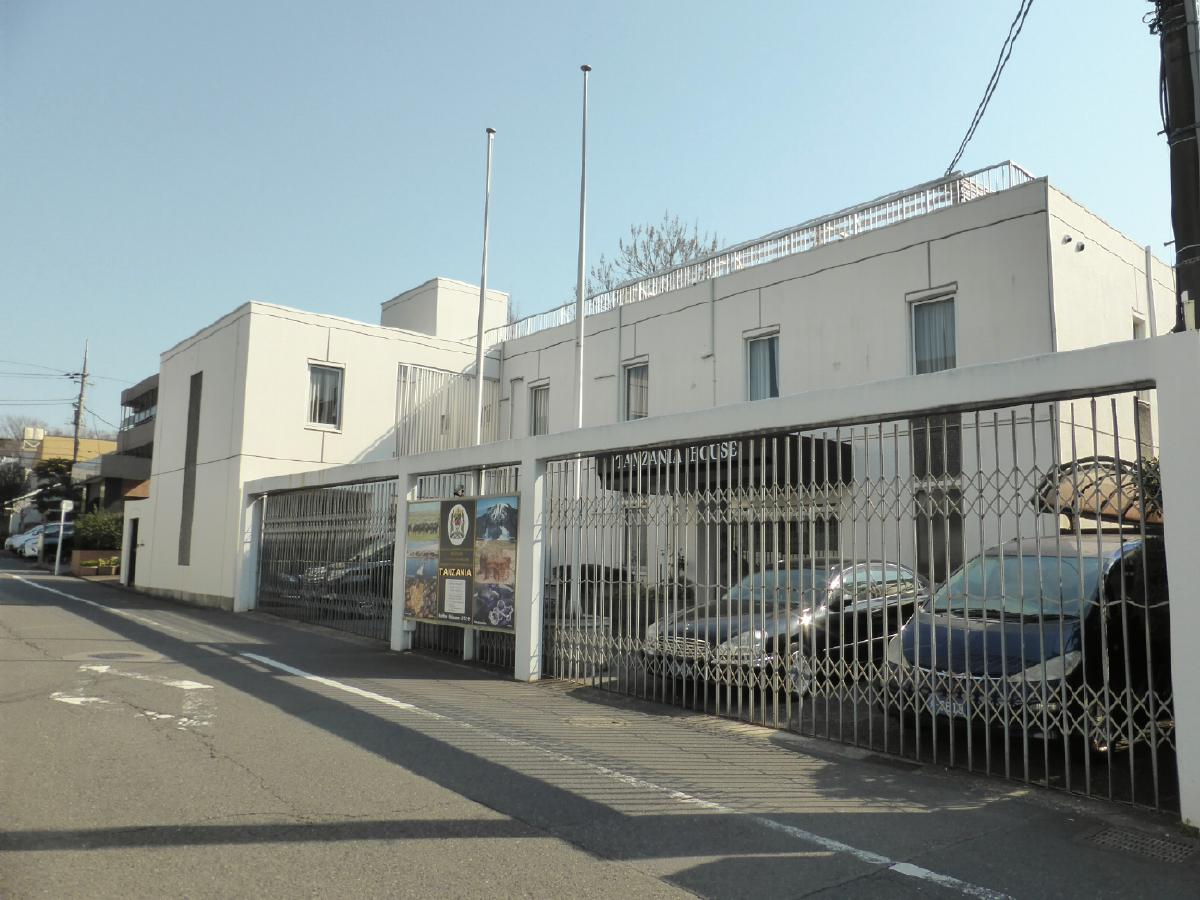
タンザニア大使館全景
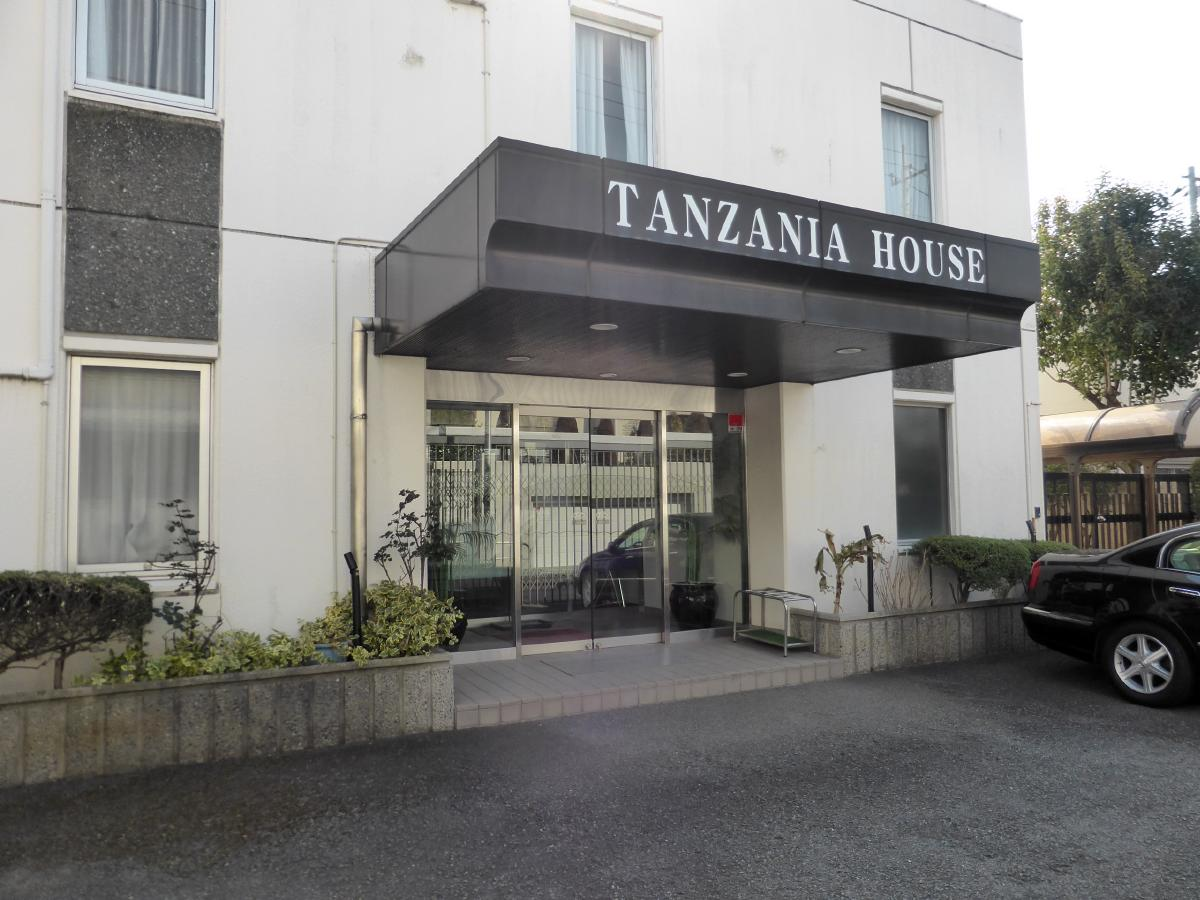
タンザニア大使館正面玄関
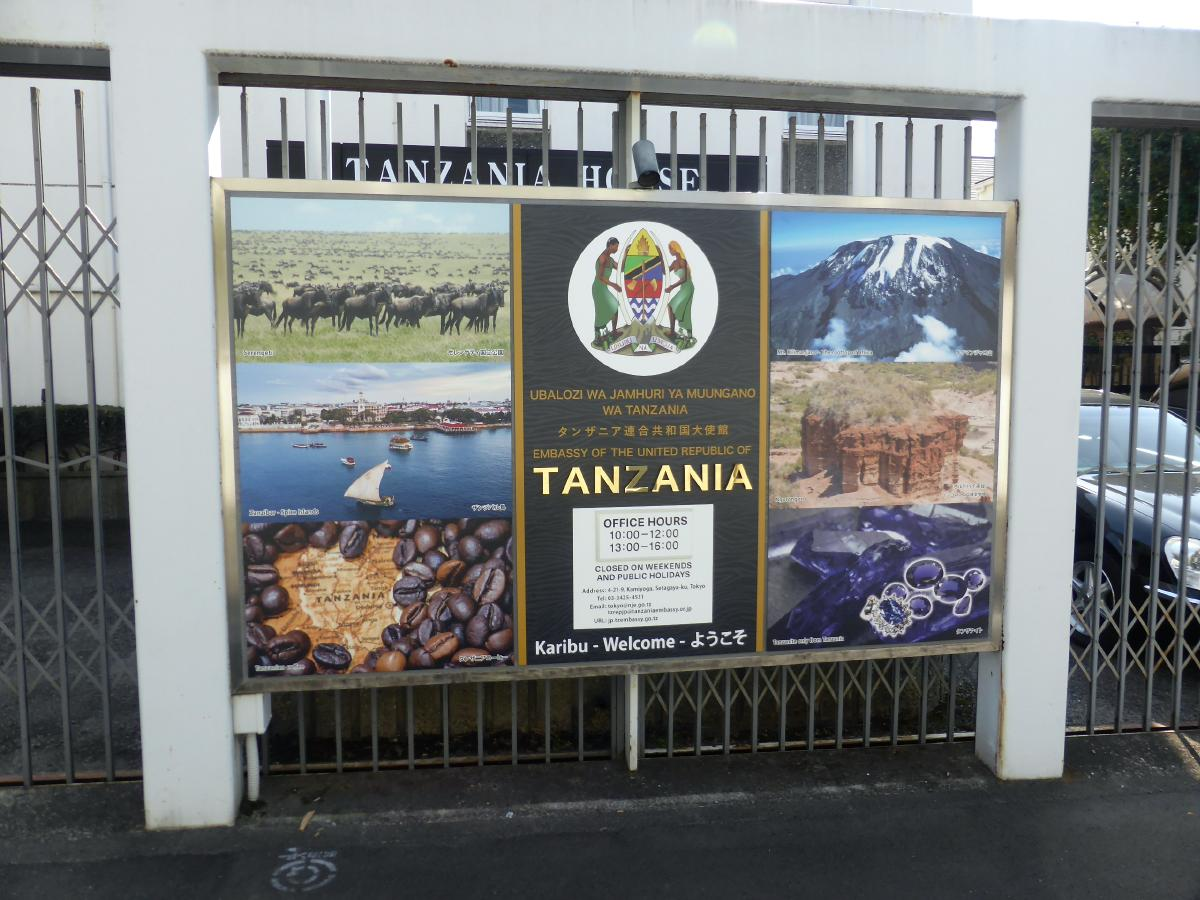
タンザニア大使館エンブレム
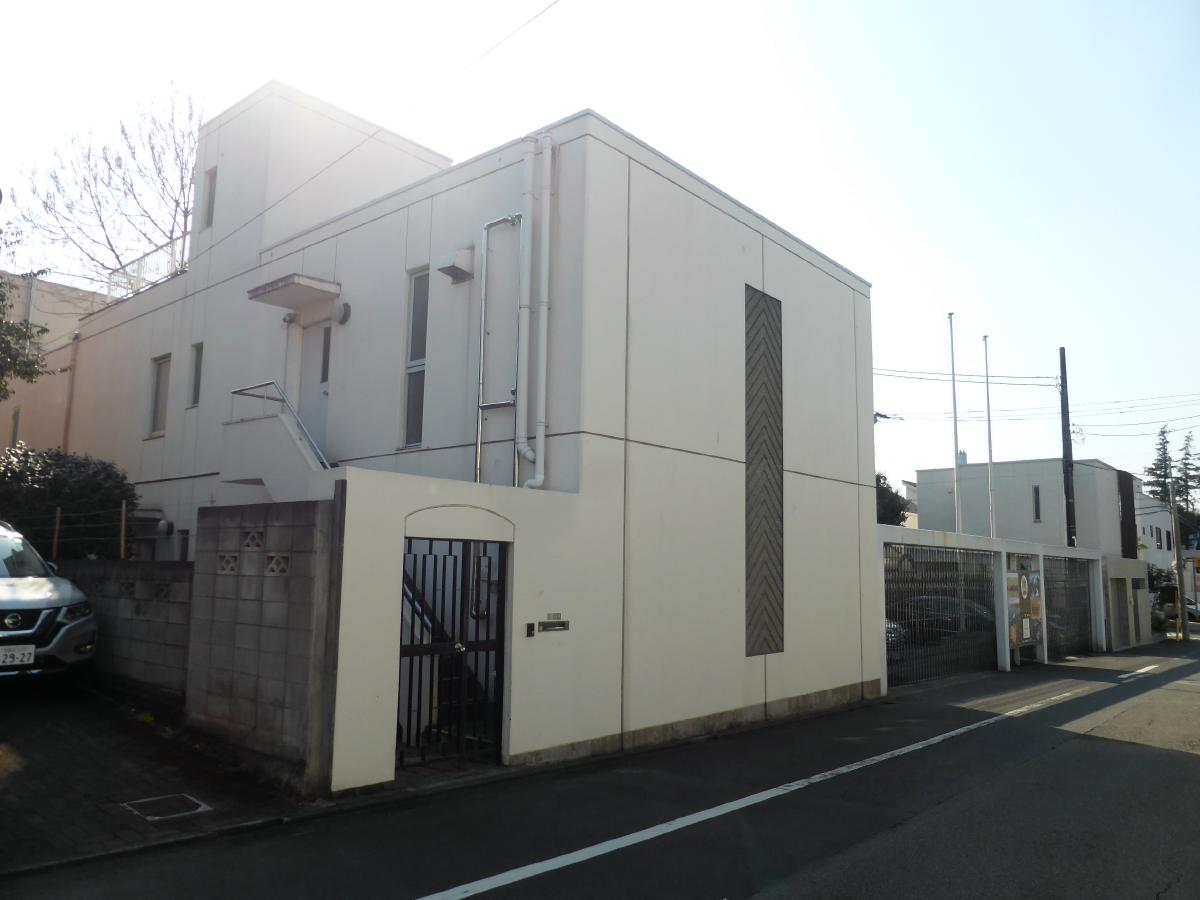
タンザニア大使館側面
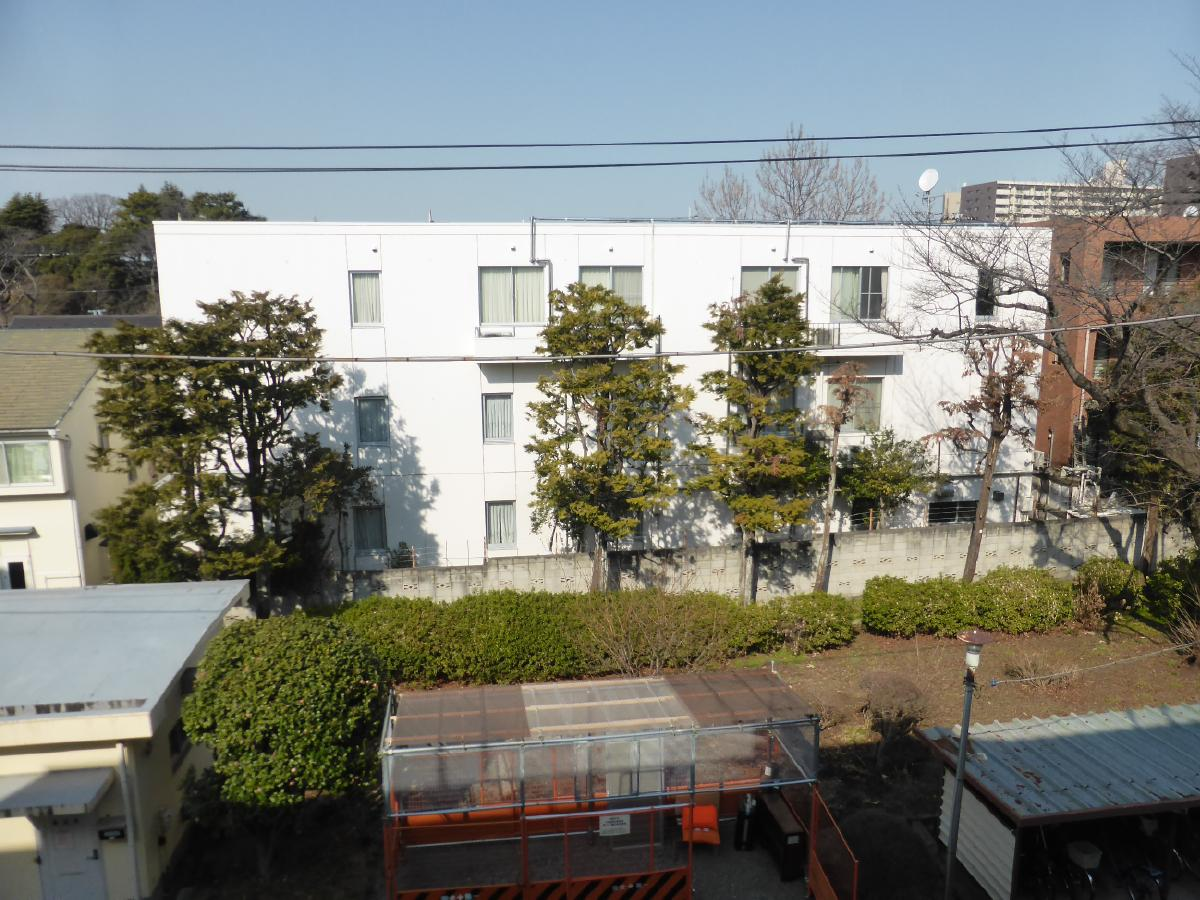
タンザニア大使館背面